# Daniel Blochwitz
Daniel Blochwitz (ur. 29 czerwca 1973) – niemiecki lekkoatleta specjalizujący się w biegach płotkarskich i sprinterskich. W czasie swojej kariery reprezentował również Niemiecką Republikę Demokratyczną.
W 1990 r. wystąpił na mistrzostwach świata juniorów w Płowdiwie, startując w finale sztafety 4 × 400 metrów, w którym reprezentanci NRD zajęli 6. miejsce (uzyskany czas: 3:07,39). Największy sukces w karierze odniósł w 1991 r. w Salonikach, zdobywając na mistrzostwach Europy juniorów brązowy medal w biegu na 400 metrów przez płotki (uzyskany czas: 51,25).
Złoty medalista mistrzostw NRD w biegu na 400 m ppł (1990). Był również brązowym medalistą mistrzostw Niemiec na tym samym dystansie (1996).
Rekord życiowy w biegu na 400 metrów przez płotki – 50,61 (18 maja 1996, Atlanta)